# Paul Lecomte
Paul Henri Lecomte (Saint-Nabord, 8 de janeiro de 1856 – Paris, 12 de junho de 1934) foi um botânico francês.

## Biografia
Entrou na Escola Normal de Vosges e tornou-se professor em Xertigny,  seguidamente em  Épinal. Após ter obtido seu  bacharelato, lecionou  em  Chaumont e Nancy. Em 1881, obteve sua  licença para trabalhar em ciências naturais e  ciências políticas. Em 1884, tornou-se  professor no Liceu Santo-Louis de   Paris.
Além das suas funções, frequentou  o Laboratório de Botânica do Museu Nacional de História Natural  que era dirigido por Philippe Van Tieghem (1839-1914).  Em 1889, obteve seu título de doutorado. Participou em missões científicas  no Norte da África, Egito, Antilhas, Guiana Francesa e na Indochina.
Após ter trabalhado como voluntário no  Museu Nacional, assumiu a função de Louis Édouard Bureau (1830-1918), em 1906.  Tornou-se  membro da Academia das Ciências da França em 1917. Se aposentou em 1931.

## Obras
É o autor de Les bois d’Indochine e de Les bois de Madagascar (1907).

### Fonte
- Philippe Jaussaud & Édouard R. Brygoo (2004). Du Jardin au Muséum en 516 biographies. Museu nacional de história natural de Paris : 630 p.